# Valle Gran Rey
Valle Gran Rey és un municipi de l'illa de La Gomera, a les illes Canàries.
Es tracta d'un municipi la població del qual es troba bastant dispersa en nombrosos barris i caserius que es disposen en la seva major part al llarg del barranc que li dona nom i en la plataforma costanera. La capital està establerta en el lloc de La Calera des de 1930, abans va estar a Arure, que donava també nom antigament al municipi. Altres entitats de població rellevants són Las Hayas, Taguluche, La Playa i Vueltas. L'economia de Valle Gran Rey es basava fins als anys 70 del segle XX en la pesca i en l'agricultura, especialment en el cultiu del plàtan. A partir de llavors va adquirir certa rellevància com a destinació turística alternativa, la qual cosa va propiciar un cert desenvolupament urbanístic.
En l'actualitat és a través del sector terciari per on s'obtenen els majors ingressos, especialment per mitjà del turisme procedent sobretot d'Alemanya i de les mateixes illes Canàries. A Vueltas existeix un port pesquer i des de fa anys de passatgers, amb un vaixell ràpid que cobreix la línia Valle Gran Rey-Puerto Santiago-San Sebastián- Los Cristianos (Tenerife), diverses vegades al dia, possibilitant l'arribada a aquest municipi més fàcil i ràpid pel mar que per carretera.

## Població
| Any  | Població | Densitat   |
| ---- | -------- | ---------- |
| 1991 | 3.103    | -          |
| 1996 | 3.631    | -          |
| 2001 | 4.238    | 132,46/km² |
| 2002 | 4.248    | -          |
| 2003 | 4.487    | 138,65/km² |
| 2004 | 4.745    | 144,22/km² |